# ولیملی
ولیملی (به انگلیسی: Vellimalai) یک زیستگاه انسانی در هند است که در Kanyakumari district واقع شده‌است.

## خصوصیات
ولیملی ۱۱٬۷۵۸ نفر جمعیت دارد.